# 庫樓三
庫樓三（半人馬θ，θ Cen）的英文名字是Menkent，是位於南半球半人馬座的一顆恆星，它的視星等是2.06等，是半人馬座的第四亮星。它與太陽的距離很近，使用視差的技術測量出只有58.8光年（18.0秒差距）。
它已經演化成巨星，恆星光譜是K0 III。 以干涉測量術測得的角直徑，經過周邊昏暗修正後是5.46 ± 0.06 毫角秒，依據測量得到的距離估計，它實際的半徑是太陽半徑的10.6倍。恆星表面的有效溫度是4,980K ，呈現低溫的橙色，是一顆K型星。在這顆恆星也檢測到軟X射線，估計它的X射線亮度是1.4 × 1027 erg s−1。

## 名稱
半人馬θ 是拜耳命名法給予的名稱（拉丁文的寫法是Theta Centauri）。
它的固有名稱是Menkent，可能是源自阿拉伯文的ألمنكب ألقنتوس（al mankib al-qanturis），意思是"半人馬的肩膀"。在2016年，國際天文學聯合會的IAU恆星名稱工作組（WGSN）建立目錄規範了一些恆星的專屬名字，在2016年8月21日批准這顆恆星的正式名稱為Menkent，並登錄在IAU的恆星目錄。
在中國，這顆星稱為庫樓三，屬於星官庫樓，意思是軍械庫；為角宿下的一個星官。同屬於這個星官的還有半人馬座ζ、半人馬座η、半人馬座2、HD 117440、半人馬座f、半人馬座γ、半人馬座τ、半人馬座D、和半人馬座σ。因此，庫樓三是庫樓的第三顆星。